# Прыжки в воду на летних Олимпийских играх 1960

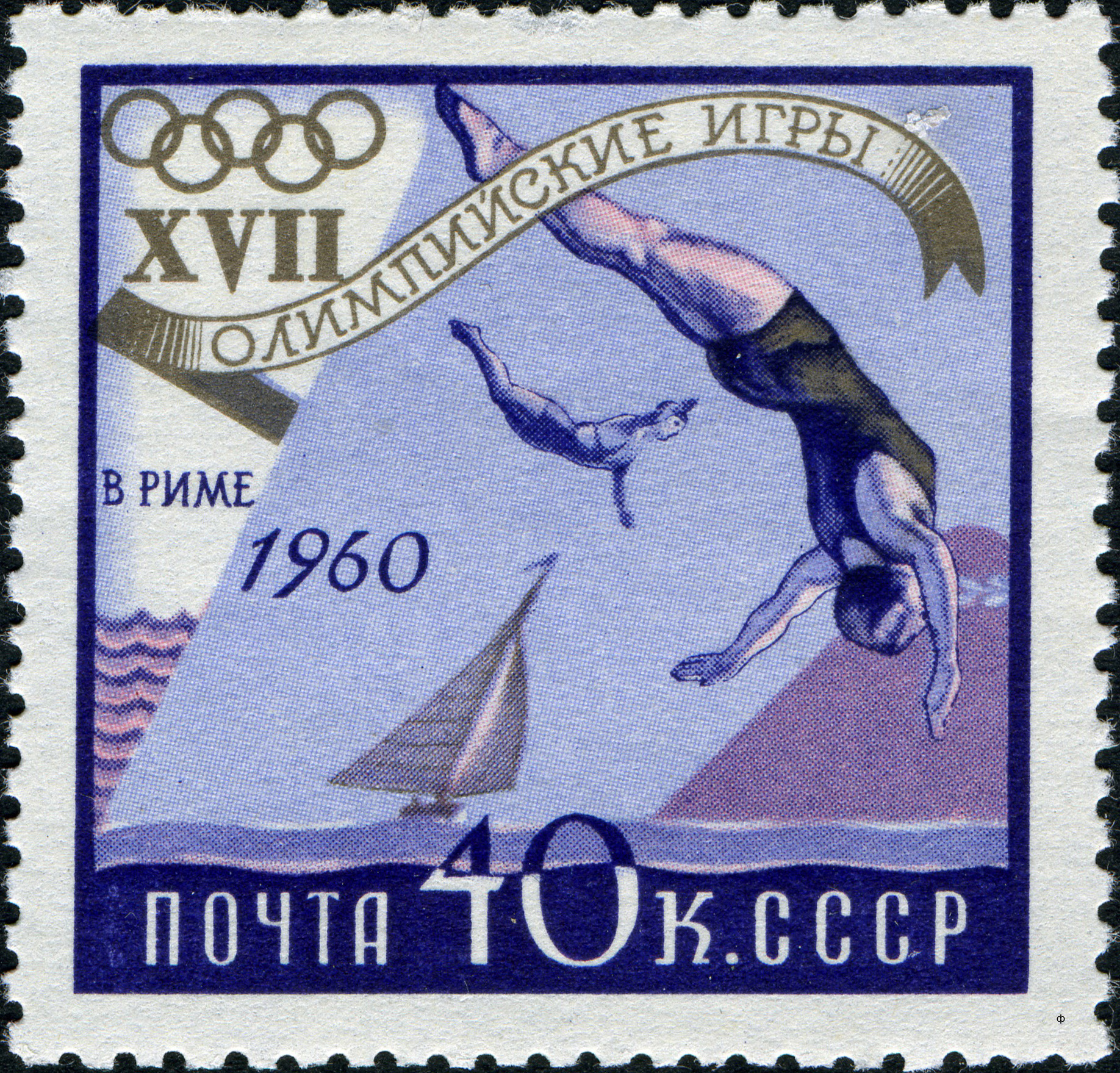
Почтовая марка СССР

Соревнования по прыжкам в воду на летних Олимпийских играх 1960 года в Риме проходили с 26 августа по 2 сентября в Олимпийской плавательном стадионе.
Было разыграно 4 комплекта наград: в прыжках с 3-метрового трамплина и 10-метровой вышки среди мужчин и женщин.
В соревнованиях приняли участие 74 спортсмена (49 мужчин и 25 женщин) из 24 стран.
Два золота выиграла 17-летняя немка Ингрид Кремер, в обеих дисциплинах она опередила вице-чемпионку Олимпийских игр 1952 года на вышке американку Полу Поуп. Кроме наград Кремер, которая выиграла также золото на трамплине в Токио 4 года спустя, за всю историю на счету немок только одна золотая олимпийская награда в прыжках в воду, завоёванная Мартиной Ешке из ГДР в 1980 году в Москве.
33-летняя Нинель Крутова, выиграв бронзу на вышке, принесла СССР первую в истории олимпийскую награду в прыжках в воду.
У мужчин доминировали американцы: они выиграли золото и серебро и на вышке, и на трамплине. Гэри Тобиан завоевал золото на трамплине и серебро на вышке.

## Медали

### Медалисты

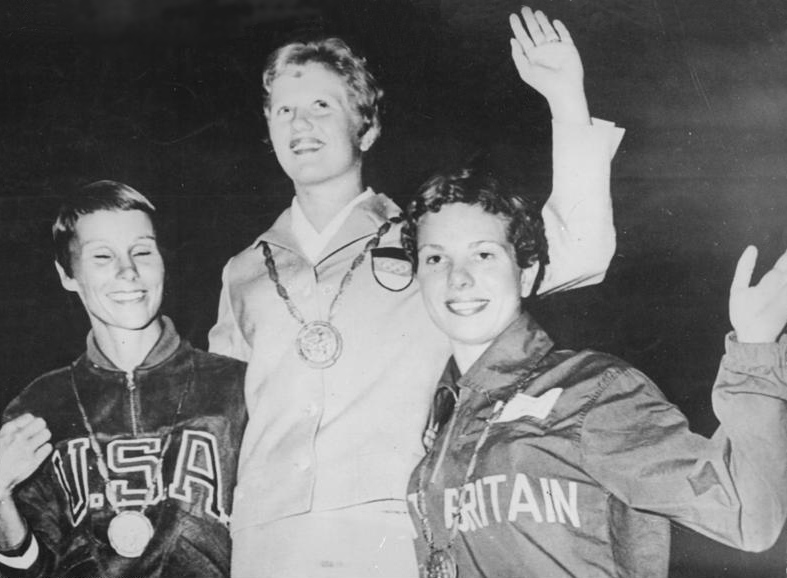
Призёры соревнований по прыжкам с трамплина среди женщин (слева направо): Пола Поуп, Ингрид Кремер и Элизабет Феррис

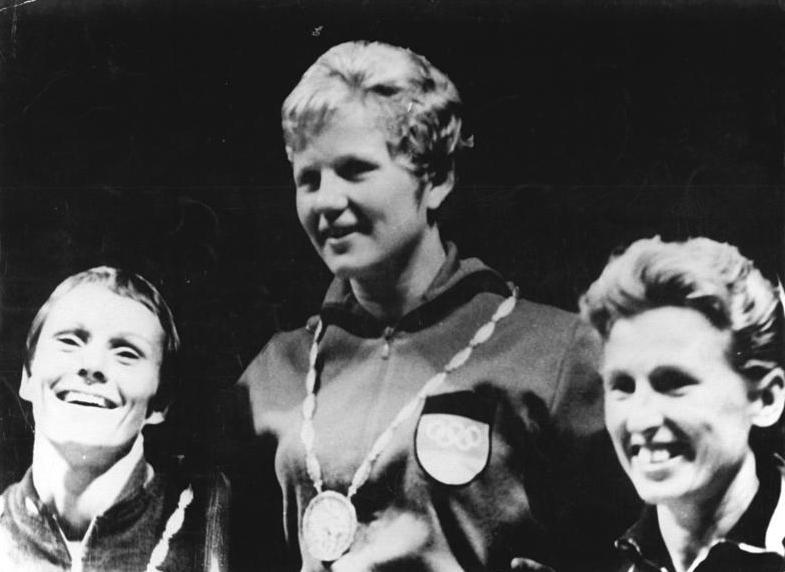
Призёры соревнований по прыжкам с вышки среди женщин (слева направо): Пола Поуп, Ингрид Кремер и Нинель Крутова

#### Мужчины
| Дисциплина                        | Золото          | Серебро         | Бронза                      |
| --------------------------------- | --------------- | --------------- | --------------------------- |
| 3-метровый трамплин см. подробнее | Гэри Тобиан США | Сэмюэл Холл США | Хуан Ботелья Мексика        |
| 10-метровая вышка см. подробнее   | Боб Уэбстер США | Гэри Тобиан США | Брайан Фелпс Великобритания |

#### Женщины
| Дисциплина                        | Золото                                        | Серебро       | Бронза                         |
| --------------------------------- | --------------------------------------------- | ------------- | ------------------------------ |
| 3-метровый трамплин см. подробнее | Ингрид Кремер Объединённая германская команда | Пола Поуп США | Элизабет Феррис Великобритания |
| 10-метровая вышка см. подробнее   | Ингрид Кремер Объединённая германская команда | Пола Поуп США | Нинель Крутова СССР            |

### Общий зачёт
| Общее количество медалей |                                 |        |         |        |       |
| Место                    | Страна                          | Золото | Серебро | Бронза | Всего |
| 1                        | США                             | 2      | 4       | 0      | 6     |
| 2                        | Объединённая германская команда | 2      | 0       | 0      | 2     |
| 3                        | Великобритания                  | 0      | 0       | 2      | 2     |
| 4                        | Мексика                         | 0      | 0       | 1      | 1     |
| 4                        | СССР                            | 0      | 0       | 1      | 1     |
| Всего                    | Всего                           | 4      | 4       | 4      | 12    |

## Судьи
- Л. Вандевен
- Г. Дальмассо
- Х. Китциг
- Томио Коянаги[англ.]
- Галина Кузнецова
- Г. Майер
- С. Мальтемпи
- Г. Марискаль
- Г. Матвейефф
- А. Мотт
- Хайнц Плуманнс[нем.]
- Эмиль Пуссар[англ.]
- Л. Смит